# Hymenochaete gladiola
Hymenochaete gladiola är en svampart som beskrevs av G. Cunn. 1957. Hymenochaete gladiola ingår i släktet Hymenochaete och familjen Hymenochaetaceae.   Inga underarter finns listade i Catalogue of Life.